# Oslofeltet
Oslofeltet er en langstrakt gravsænkning, der går fra udmundingerne af Oslofjorden og Langesundsfjorden i syd til Mjøsa i nord, skabt under yngre karbon og perm for cirka 250-295 millioner år siden. Sænkningen er 45–75 km bred
Mod det omgivende grundfjeld begrænses den af forkastninger med spring på op til 2.000-3.000 meters højde og består af i den dannede sprække indgåede magmatiske bjergarter, først og fremmest dybbjergarter som granit, syenit , monzonit og gabbro . Af de mere specielle bjergarter ses larvikit, som er en populær smykkesten. Oslofeltet har siden igen slået revner og er krydset af andre aflejringer, ofte af vulkanske bjergarter som rombeporfyr eller af diabase . Den magmatiske aktivitet i området skabte ringformede indstyrtninger af fjeldgrunden såkaldte cauldrons. I forkastningerne er også sedimentære bjergarter blevet bevaret, som ellers er blevet fejet bort af indlandsisen fra de øvrige områder, først og fremmest fra perioderne kambrium, ordovicium, silur og perm.